# Günther Weidenbörner
Günther Weidenbörner (* 28. Januar 1931) ist ein ehemaliger deutscher Fußballspieler, der von 1954 bis 1958 für den SC Rotation Leipzig in der DDR-Oberliga, der höchsten Spielklasse im DDR-Fußball, spielte. 

## Sportliche Laufbahn
Mit 23 Jahren begann Günther Weidenbörner seine Oberligalaufbahn in der Saison 1954/55 bei der Betriebssportgemeinschaft (BSG) Einheit Ost Leipzig, nachdem er in der Vorsaison mit der  SG Rotation Nordost Leipzig aus der drittklassigen Bezirksliga in die DDR-Liga aufgestiegen war. Als Neuling bei der BSG Einheit, die im Laufe der Saison vom neu gegründeten SC Rotation Leipzig übernommen wurde, wurde Weidenbörner sofort zum Stammspieler. Er bestritt 23 der 26 Oberligaspiele, in denen er hauptsächlich als Rechtsaußenstürmer aufgeboten wurde und gehörte mit seinen acht Treffern zu den erfolgreichsten Torschützen der Leipziger. Als im Herbst 1955 eine Übergangsrunde zum Wechsel in den Kalenderjahr-Spielrhythmus nach sowjetischem Vorbild ausgetragen wurde, nutzte Trainer Heinz Krügel die dreizehn Punktspiele zu  Experimenten bei der Mannschaftsaufstellung, sodass Weidenbörner bei seinen neun Einsätzen zunächst als Mittelstürmer, dann aber wieder auf der rechten Seite stürmte. Ihm reichten fünf Treffer, um in der Übergangsrunde zum Torschützenkönig des SC Rotation zu werden. In der Spielzeit 1956 war Weidenbörner wieder regelmäßig Rechtsaußenstürmer, war aber bei seinen 21 Oberligaspielen in elf Begegnungen Objekt von Ein- bzw. Auswechslungen. Mit seinen neun Treffern war er aber wieder bester Schütze seiner Mannschaft. Auf gleicher Position spielte er auch in der Saison 1957, wurde aber bei seinen 17 Spielen nur in der Hinrunde regelmäßig eingesetzt, während er in der Rückrunde nur auf vier Einsätze kam. Auch seine Torquote mit nur fünf Treffern entsprach nicht mehr seinem bisherigen Niveau. Folgerichtig bestritt Weidenbörner 1958 seine letzte Oberligaspielzeit. Seine Position hatte in der Vorsaison bereits teilweise Dieter Engelhardt übernommen und verdrängte Weidenbörner nun endgültig. Trainer Hans Studener setzte ihn in der Hinrunde in acht Oberligaspielen auf jeweils wechselnden Sturmpositionen ein, danach kam am 19. Spieltag der Leipziger im Auswärtsspiel gegen den SC Empor Rostock Weidenbörners letzter Oberligaauftritt, der auch nur 25 Minuten dauerte. Sein letztes Oberligator hatte er bereits am 8. Spieltag erzielt, als er im Heimspiel gegen den SC Aktivist Brieske-Senftenberg den 1:0-Siegtreffer markierte. Mit 27 Jahren beendete Günther Weidenbörner nach fünf Spielzeiten, in denen er insgesamt 77 Oberligaspiele bestritten und dabei 28 Tore erzielt hatte. Anschließend ließ er beim Bezirksligisten Rotation 1950 Leipzig seiner Fußballerlaufbahn ausklingen, später war er noch Spieltrainer bei der unterklassigen Leipziger Mannschaft der BSG Einheit Georg Schwarz.